# Johan Gottlieb Putscher
Johan Gottlieb Putscher (ca. 1709 – 15. juni 1781 i Helsingør) var en dansk kirurg og embedsmand.
Han var oprindelig læge og stammede fra Hessen-Kassel, blev kirurg og kammertjener hos Christian VI 1736, livkirurg 1746 (og herved fritaget for eksamen) og derefter hos enkedronning Sophie Magdalene, justitsråd 1747, toldkæmmererer i Helsingør 1750, etatsråd 1760 og medlem af Det Kongelige Danske Landhusholdningsselskab 1769. Putscher var kirurg hos dronning Caroline Mathilde under hendes fangenskab på Kronborg 1772, blev konferensråd 1776 og fik samme år dansk indfødsret.
Han blev gift 15. december 1744 i København med Marie (Manon) de Richebourg (13. juli 1718 i København - 29 oktober 1793 i Helsingør), datter af Louis Morillon, kaldet de Richebourg, og Catharine Meunier.
Han opførte en anseelig, nu fredet gård, Putschers Gård, i Stengade 48 i Helsingør.